# Salmigondis
Pour les articles homonymes, voir Salmigondis (homonymie).
Salmigondis est une série télévisée jeunesse québécoise en 195 épisodes de 24 minutes produite par Téléfiction et diffusée entre le 7 septembre 2015 et 2018, du lundi au vendredi à 7 h 30 à la Télévision de Radio-Canada, et à 17 h 30 à Télé-Québec.

## Synopsis
Dans un univers extraordinaire, des jouets oubliés et abandonnés reprennent vie un soir d'orage et deviennent des êtres vivants. Se retrouvent dans ce petit monde un peu cocasse, Crinoline une ballerine légèrement diva qui rêve de devenir une princesse de contes de fées, Liliwatt la sorcière rockeuse, Végane une héroïne de jeu vidéo, Pixelle son acolyte robot, Djingo un cowboy moderne plutôt maladroit, Baragouin le bon gros toutou monstre sympathique, Hercule un sauveteur trop volontaire ainsi qu'un pirate grognon Capitaine Math et Filou son dadais de second et vous avez des aventures rocambolesques assurées.

## Distribution
- Isabelle Giroux : Crinoline, la ballerine
- Danny Gilmore : Djingo, le cowboy
- Maxime Allard : Hercule, le sauveteur d'élite
- Pierre-Michel Le Breton : Baragouin, le toutou monstre
- Jeff Boudreault : Capitaine Math, le pirate
- Victor Andrés Trelles Turgeon : Filou, le moussaillon
- Ève Landry : Liliwatt, la sorcière
- Caroline Lavigne : Végane, la super héroïne
- Marilyn Castonguay : Pixelle, le robot

## Fiche technique
- Format : DVC Pro, Couleurs

### Équipe de production
- Producteur exécutif : Claude Veillet
- Productrices : Lucie Veillet, Martine Quinty
- Équipe de conception : Andrée Lambert, Pascal Chevarie, Maryse Joncas, Carmen Bourassa, Lucie Veillet
- Coordonnatrice à l'écriture : Jessica Veillet
- Réalisateurs : Hélène Girard, France Bertrand, Alain Jacques, Pierre Lord
- Musique : Sébastien Watty Langlois
- Créatrice de costumes : Mireille Vachon
- Concepteur visuel : Marc Ricard
- Scénaristes : Andrée Lambert, Pascal Chevarie, Annie Langlois, Dominick Parenteau-Lebeuf, Fabienne Michot, Julie Roy, Malorie Nault-Cousineau, Marie-Luce Maupetit, Manon Berthelet, Muguette Berthelet, Sylvestre Rios Falcon, Yannick Éthier
- Script-éditrices : Nathalie Bourdelais, Anne-Denise Carette, Maryse Joncas
- Édimestre : Yohane Cassabois
- Société de production : Téléfiction

## Épisodes

### Première saison (2015-2016)
1. Prête-moi ta colle
2. SOS jouets!
3. La ruée vers l'or
4. Le bolide d’Hercule
5. Cricri et le Monstre au bois dormant
6. Sorcière cherche amis
7. Le tour du chapeau
8. Le secret de Liliwatt
9. Le magasin général
10. Une fête pour Pixelle
11. Le bain de Baragouin
12. Une sœur jumelle pour Liliwatt
13. La belle et le monstre
14. Le rodéo et Djingo!
15. La tentation d'Hercule
16. Les sirènes
17. Une expérience du tonnerre
18. Laver à l’eau froide
19. Une fête au poil!
20. Le paquet voleur
21. Que la force soit avec toi
22. Lettre à Cricri
23. La fugue de Filou
24. Tournoi pour un cowboy courtois
25. Grandes peurs et petits pois
26. La rébellion de Pixelle
27. Le hoquet
28. Sauve qui peut!
29. La panne de Bipsou
30. Le coffre à jouets
31. La fête au crapaud
32. Glue de sangsue
33. Pirate en manque de vol
34. La musique est dans l'air
35. Gros gros rhube
36. Citrouille, combines et cie
37. La nuit de la grande lune noire
38. Un drôle de prince
39. Le fantôme
40. La forêt hantée
41. Un pirate dans les pattes
42. Le coussin surprise
43. Au voleur!
44. Un vaisseau spatial très spécial
45. Les grands records
46. En cas d’inondation…
47. Les boutons
48. La course à relais
49. Perdus dans les champignons
50. La tempête cosmique
51. Cauchemars de rêve
52. Rien que la vérité
53. La chaussette du pied gauche
54. Le fan-club
55. Pauvre Raplapla!
56. Le souper de famille
57. L'arbre ensorcelé
58. Appelez-moi capitaine Krobs!
59. Le vaisseau d'or
60. Le cauchemar du capitaine
61. Djingo, le pistolero!
62. À quoi sert une princesse?
63. Djingo contre rançon
64. La potion de multiplication
65. Un nouveau venu à Salmigondis

### Deuxième saison (2016-2017)
1. La fête des cent jours
2. Capitaine d'un jour
3. Gros mensonges
4. Les pêcheurs et les princesses
5. Le sasquatch
6. V3M
7. La bague du capitaine Balafre
8. Le beignet pimenté
9. Le pied de nez
10. Bobards et étoile filante
11. Histoire tiki
12. Salmigondis musical
13. Math amoureux
14. Mousse et mousses
15. Friser la catastrophe
16. La lampe peut-être magique
17. Catastrophe au labo
18. Liliwatt lit l'avenir!
19. Le grand désordre
20. L'appel du large
21. L’effet maringouin
22. Djingo, le héros
23. L'araignée poilue
24. Zizanie à Salmigondis
25. Objets à donner!
26. Des vertes et des pas mûres
27. 10-4, message reçu!
28. Assez, c'est assez!
29. Terriens contre extraterrestres
30. Mon prince, mon frère!
31. La grande ronde du crépuscule
32. Crème de beauté, photos et petits riens
33. Pirates au rancart
34. Baragouin le moussaillon
35. La chenille Liliwatt
36. Trois, deux, un… décollage!
37. Pirates au labo!
38. Le grand Boum!
39. Crinoline déménage
40. La collection de poliparlos
41. Cœur de pierre
42. Une bouteille à la mer
43. Les boulettes de cactus
44. Le grand Filoudini
45. Les câlinarbres
46. Princesse aux puces et Prince poilu
47. Allô, allô!
48. Cowboy vs pirate
49. Le départ de Filou
50. Barbe rose
51. Mon petit coco
52. La chasse au chat
53. Par ici! Par là!
54. La journée sans accident
55. À la rescousse de Rubis!
56. Mission impossible!
57. Brume d'embrouille
58. Les brioches dorées
59. Un de perdu…
60. Poubellegondis
61. La mystérieuse créature
62. Le fruit défendu
63. Le Kraken
64. Fais dodo Baragouin
65. Djingo dans tous ses états

### Troisième saison (2017-2018)
Elle a été diffusée de l'automne 2017 au printemps 2018.
1. Un vrai monstre
2. Bébé à bord
3. F(Au)x secours
4. Air Salmigondis
5. Le Mérou de Filou
6. Un robot de trop
7. Rat-le-bol !
8. Le trésor du mousaillon
9. Baragouin dans la bedoule
10. Cœur-circuit
11. Un livre… captivant !
12. La locomotive perdue
13. Les pirates et le haricot magique
14. Végane perdue dans l’espace
15. Coup de foudre !
16. La surprise des B822ziennes
17. Arbre stellaire et moufette enragée
18. Le chaudron parlant
19. Le grigri de Liliwatt
20. La liste de sauvetage
21. 10-10 !
22. Bateau à la mer
23. Méchant Virus
24. Hercule le héros
25. La soupe à la tortue
26. Les frondes
27. Filougondis
28. Des voleurs volants
29. Une tornade à Salmigondis
30. Météo malheur
31. Prisonnière du miroir
32. Fiousebine de labyrinthe !
33. Preuves d’amour
34. La poubelle
35. Les Salmi-héros
36. Limonade contre un trésor
37. Les mouches siesta
38. Tout le monde a besoin d’une sorcière !
39. Soirée de filles
40. L’arbre à trou
41. Le vampire malicieux
42. De l’or en barres
43. La montre zouip zouip
44. Bienvenue à Salmi-Ville !
45. Dis Chérie…
46. La maison musicale
47. La sorcière à plumes
48. Le vers d’oreille
49. Le choix de Djingo
50. La pêche miraculeuse
51. Sauveteur, serpents et échelles
52. Rapide comme un escargot
53. Le coffre aux cent mille pièces d’or
54. Étoiles et chauves-souris
55. Docteur Baragouin
56. Les vacances d’Hercule
57. Une sorcière dans la bonbonnière
58. Silence, on tourne !
59. Math vs Hercule
60. Pétunio le lapereau
61. Souriez, vous êtes filmés !
62. Le spatiocube
63. C’est l’hiver !
64. La potion magique
65. Le bébé pirate

## DVD

### Saison 1
Volume 1
- Tournoi pour un cowboy courtois
- Prête-moi ta colle
- Un drôle de prince

Volume 2
- Le bain de Baragouin
- La belle et le monstre
- Le magasin général

Volume 3
- Lettre à Cricri
- Cricri et le Monstre au bois dormant
- Une sœur jumelle pour Liliwatt

Volume 4
- Pirate en manque de vol
- Le hoquet
- Grandes peurs et petits pois

Volume 5
- Une fête au poil!
- Le coffre à jouets
- La fête au crapaud

Volume 6
- Citrouille, combines et cie
- Laver à l’eau froide
- Un pirate dans les pattes

Volume 7
- Sauve qui peut!
- La rébellion de Pixelle
- SOS jouets!

Volume 8
- Le paquet voleur
- Les sirènes
- Au voleur!

Volume 9
- Le rodéo et Djingo!
- Une expérience du tonnerre
- La nuit de la grande lune noire